# Hypercompe depauperata
Hypercompe depauperata är en fjärilsart som beskrevs av Charles Oberthür 1881. Hypercompe depauperata ingår i släktet Hypercompe och familjen björnspinnare. Inga underarter finns listade i Catalogue of Life.